# Списак епизода серије Група

Група је српска телевизијска серија која је премијерно почела са емитовањем 11. октобра 2019. година на каналу РТС 1. Прва сезона серије је емитована од 11. октобра до 22. децембра 2019.
Серија Група за сада броји 1 сезону и 11 епизода.

## Преглед
| Сезона | Сезона | Епизоде | Епизоде | Оригинално емитовање | Оригинално емитовање | Оригинално емитовање |
| Сезона | Сезона | Епизоде | Епизоде | Премијера            | Финале               | Мрежа                |
| ------ | ------ | ------- | ------- | -------------------- | -------------------- | -------------------- |
|        | 1.     | 11      | 11      | 13. октобар 2019.    | 22. децембар 2019.   | РТС 1                |

### 1. сезона (2019)
Драган Милетић Гага, искусни инспектор трећег одељења за крвне деликте има специфичне методе рада који се многима не свиђају. Упоран, тврдоглав, темељан, истрајава у намери да реши стари случај. Оног тренутка, када познати београдски криминалац, који је његова опсесија, буде убијен за њега није крај - напротив, све тек почиње. Настављајући даље да трага, Гагу ће истрага довести до малолетника које су ситни дилерски послови увукли у много опаснију игру. То ће отворити пандорину кутију из које ће излетети нови проблеми, нови заплети и нове нерешене ситуације.
Серија Група је напета, узбудљива и страствена драмска серија о три света који иако делује да живе свако за себе, заправо коегзистирају заједно, јер су повезани злочином. Агенде и потребе јунака из сва три света (криминал, полиција, деца/тинејџери) се све време преплићу, појачавајући и спуштајући у зависности од заплета интензитет и тензију, која на тај начин пулсира свих 11 епизода, да би кулминирала коначним саспенсом који обилује трилер и емотивним обртима.